# Fortaleza de Mong-Há

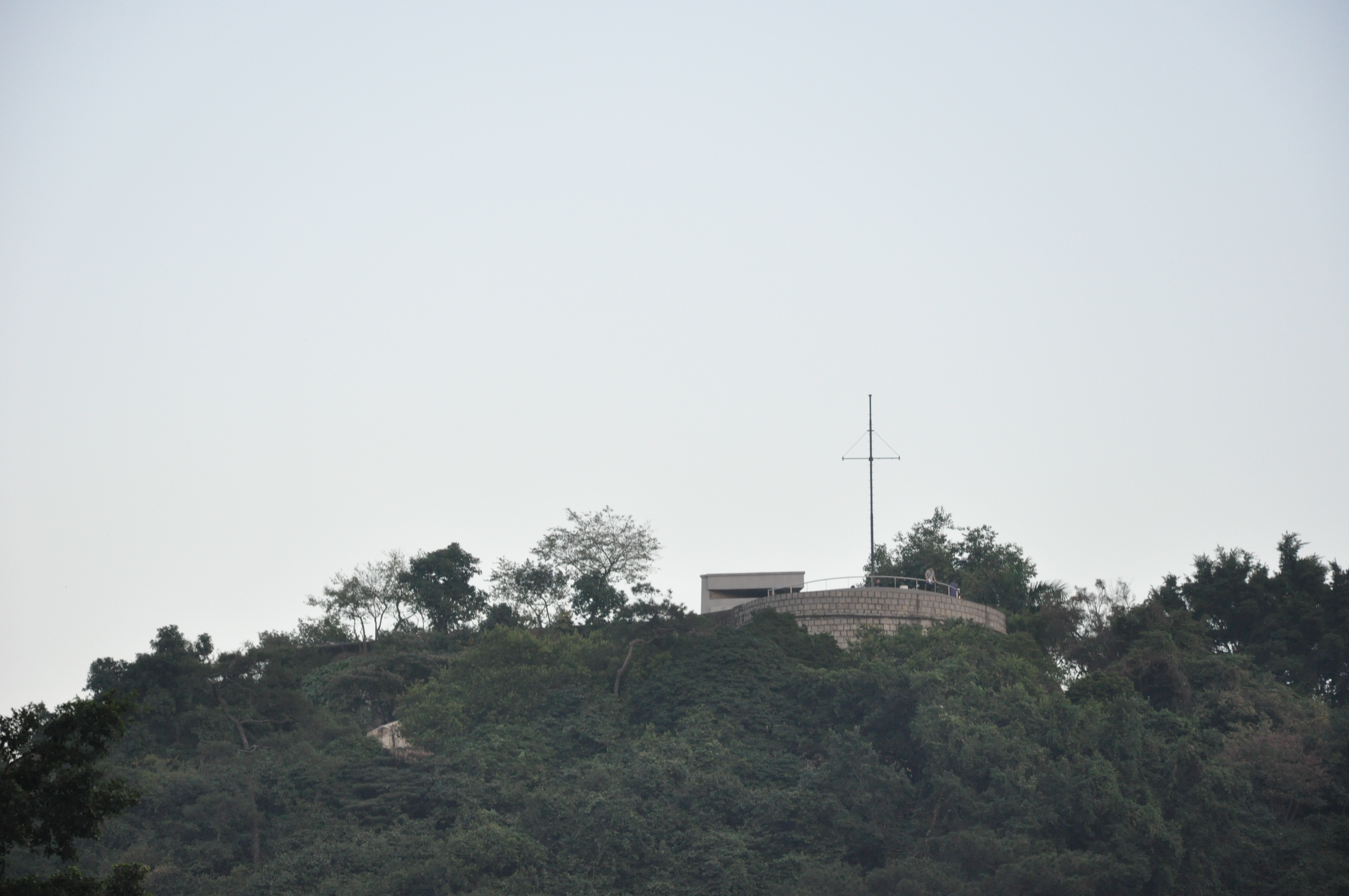
Fortaleza de Mong-Há, Macau.

A Fortaleza de Mong-Há (望廈砲臺) localiza-se na colina de Mong-Há, na freguesia de Nossa Senhora de Fátima em Macau.

## História
A fortificação integra o Bairro Militar de Mong-Há, que compreende ainda o Quartel de Mong-Há, abrangendo da Rua Francisco Xavier Pereira até à Colina de Mong-Há. A sua estrutura principal foi erguida em 1849 por determinação do então governador João Maria Ferreira do Amaral, com a função de defesa do setor norte de Macau, como precaução contra uma possível invasão chinesa, nos anos que se seguiram à Primeira Guerra do Ópio entre a Grã-Bretanha e a China (1839-1842).
Concluída em 1866, o Quartel foi erguido na década de 1920. Foi utilizada como aquartelamento das tropas portuguesas de origem africana, os "Landins". 
O conjunto foi desativado quando da saída das tropas do território na década de 1960, na sequência da reaproximação Sino-Portuguesa. As dependências do Quartel foram requalificadas para a instalação do Instituto de Formação Turística de Macau na década de 1980.
A sua área circundante foi transformada no Jardim Municipal de Mong-Há, em Junho de 1997. Com uma área de 650 metros quadrados, comportava até dez peças de artilharia, com capacidade para alcançarem até às Portas do Cerco. Além dos quartéis de tropa, em seu interior erguia-se um posto de vigia e diversos paióis de munições.
O Quartel de Mong-Há ocupava uma área de 2244 metros quadrados, e apresentava estilo arquitetónico modernista, do sul da Europa na década de 1920. As autoridades demoliram-no assim como a vizinha Escola Keang Peng e ergueu abrigos públicos em nome da segurança no final de 2008.